# Familie&Co
familie&co ist eine deutsche Familienzeitschrift.
Die Zeitschrift wurde gemeinsam mit der Zeitschrift Baby&Co zum 1. Januar 2020 durch IDS Deutschland mit Sitz in Baden-Baden von Family Media GmbH & Co. KG übernommen.
Neben der gedruckten Ausgabe erscheint familie&co auch als E-Paper.